# Apple Music
Apple Music – serwis oferujący dostęp do muzyki poprzez media strumieniowe, powstały w 2015 roku. Oferuje ponad 60 milionów utworów, składanek oraz playlist i wideoklipów, dostępnych bez żadnych reklam.

## Wprowadzanie na rynek
Apple Music zostało wprowadzone na rynek 30 czerwca 2015 r. wraz z nowym systemem iOS 8.4 oraz na komputerach Mac – OS X 10.9.5. Znajduje się ono w systemowej aplikacji Muzyka. Można ją wyłączyć bezpośrednio z Ustawień.

## Sekcje
- Dla Ciebie – oferuje ona codzienne rekomendacje w formie playlist ułożonych przez Apple Music lub DJ-ów radia Beats 1. Od 2017 roku funkcja ta generuje także playlisty indywidualne dla każdego użytkownika: New Music Mix – playlista z nowościami muzycznymi dobranymi na podstawie gustu użytkownika; Favorites Mix – playlista z utworami często słuchanymi przez użytkownika w przeszłości; Chill Mix – playlista z muzyką spokojną dopasowaną do gustu użytkownika; Friends Mix – playlista z utworami słuchanymi przez znajomych użytkownika dopasowanymi do gustu użytkownika (dostępna od września 2018).
- Przeglądaj – zawiera wszystkie nowe wydania: piosenki, albumy, teledyski, oraz autorskie programy radiowe lub telewizyjne na zlecenie Apple Music o ważnych osobistościach w świecie muzycznym.
- Radio – całodobowe radio Beats 1(inne języki), prowadzone m.in. przez DJ-a Zane Lowe'a(inne języki), a także wirtualne stacje muzyczne dobierające utwory na podstawie gatunku muzycznego, nastroju lub preferencji użytkownika.
- Biblioteka muzyczna – biblioteka muzyczna w ramach usługi – tutaj znajdują się dodane utwory z usługi Apple Music oraz własne multimedia w ramach biblioteki iTunes. Wszystkie są synchronizowane w ramach usługi iCloud skorelowanej z używanym Apple ID.
- iTunes Match – usługa w ramach subskrypcji Apple Music (przed Apple Music dostępna osobno tylko w USA), która analizuje utwory dodane przez użytkownika do biblioteki iTunes na komputerze PC lub Mac, zastępując je kopiami dostępnymi w sklepie iTunes (często w wyższej jakości, dodając okładkę i informacje o utworze).

## Subskrypcja
Przez pierwszy miesiąc serwis jest darmowy. Po upływie tego czasu w celu kontynuowania subskrypcji należy uiścić opłatę (21,99 zł za plan indywidualny, 34,99 zł za rodzinny lub 11,99 zł za studencki). Niektórzy użytkownicy mogą otrzymać dodatkowy okres próbny lub rabat (łącznie do sześciu miesięcy) – w ramach zachęty do rozpoczęcia subskrypcji lub kontynuowania jej w przypadku anulowania jej w przeszłości.

## Dostępność
Używanie Apple Music możliwe jest na systemach:
- iOS 8.4 lub nowszym
- OS X 10.9.5 lub nowszym (w programie iTunes)
- watchOS
- Windows (program iTunes, wersja 12.2.2 lub nowsza)
- Apple TV (4 gen. i nowsze)
- Android
- Przeglądarka internetowa[4]